# Cai Jing
Pour les articles homonymes, voir Cai.
Dans ce nom, le nom de famille, Cai, précède le nom personnel Jing.
Cai Jing (chinois : 蔡京 ; pinyin : Cài Jīng ; Wade : Tsai Ching ; 1047–1126), de prénom social Yuanchang (元長), était un fonctionnaire du gouvernement et calligraphe chinois ayant vécu durant la dynastie des Song du Nord. Cai est également un des plus fervents opposants des 108 héros du mont Liang dans Au bord de l'eau, un des Quatre livres extraordinaires de la littérature chinoise.

## Biographie
Cai est natif de Xinghua (actuelle Putian), dans le xian de Xianyou, province de Fujian. En 1070, il obtient le diplôme le plus élevé du système des examens impériaux (keju 科舉) et devient jinshi. Il sert en tant que fonctionnaire civil à Qiantang avant de rejoindre le poste de Grand Secrétaire.
En 1086, il est nommé à un poste administratif à Kaifeng, la capitale. Il soutient la faction conservative dans la cour impériale, menée par Sima Guang, dont il gagne les louanges. En 1044, il devient Ministre des Revenus. Il aide Zhang Dun (章惇) à restaurer la Nouvelle Politique du Premier ministre réformiste Wang Anshi, même s'il lance une campagne de destruction ou de modification radicale des travaux écrits par ses prédécesseurs, ce qui a pour conséquence probable d'altérer les travaux de Shen Kuo.
Durant le règne de l'empereur Song Huizong, Cai est mis en accusation, perd son poste officiel et est exilé à Hangzhou. Il collabore alors avec le général-eunuque Tong Guan pour regagner sa place dans la cour impériale. Après avoir accru son influence dans le domaine politique, il devient Premier ministre. Il introduit alors la politique de Huashigang (花石綱), qui encourage les fonctionnaires à offrir des cadeaux et des dons à l'empereur pour gagner ses faveurs. En 1102 et 1113, il mène des réformes du système fiscal sur le commerce du thé et du sel. La politique est impopulaire dans les basses classes de la société et conduisent à une plus grande corruption du gouvernement.
En 1125, le fonctionnaire Cheng Dong soumet un rapport à l'empereur Huizong, dénonçant les six « traitres » de la cour impériale jugés coupables du déclin du gouvernement. Ces traitres sont Cai, Wang Fu (王黼), Tong Guan, Zhu Mian (朱勔), Li Yan (李彥) et Liang Shicheng (梁師成). Cai est désigné comme le meneur du groupe. Il est démis de ses fonctions officielles et exilé à Lingnan (actuelle Guangdong), après la montée sur le trône de l'empereur Song Qinzong. Il meurt de faim au cours du voyage à Tangzhou (actuelle Changsha).

## Rôle dansAu bord de l'eau
Dans Au bord de l'eau, Cai est décrit comme un fonctionnaire corrompu et traitre, qui exerce un pouvoir politique considérable en tant que Tuteur impérial (太師). Avec Gao Qiu, Tong Guan et d'autres, Cai condamne de nombreux loyalistes pour trahison ou crimes, forçant certains d'entre eux à rejoindre les brigands du mont Liang. Son beau-fils, Liang Shijie, est Grand Secrétaire (中書), alors que son fils, Cai Jiu, est gouverneur du Jiangzhou (actuelle Jiangxi), ce qui illustre parfaitement le népotisme dont la politique chinoise est victime à cette époque.
Cai et Gao sont fermement opposés à la décision de l'empereur Song Huizong d'offrir l'amnistie aux brigands du mont Liang, après que ces derniers ont tenté de dire à l'empereur que beaucoup d'entre eux furent forcés de devenir hors-la-loi à cause de la corruption du gouvernement. Toutefois, avec l'aide de fonctionnaires honnêtes, les hors-la-loi sont finalement amnistiés et envoyés dans les campagnes militaires pour combattre les envahisseurs Liao au Nord et supprimer les forces rebelles en Chine (Fang La, Tian Hu et Wang Qing). Après les campagnes militaires, les héros survivant du mont Liang retournent à la cour impériale pour conter leurs victoires. L'empereur leur offre des postes officiels en reconnaissance de leur contribution. Cependant, Cai et Gao arrivent à en condamner et tuer certains à la base de fausses accusations de trahison notamment.
Malgré sa vilénie, Cai est décrit comme un maître calligraphe. Il est cité comme étant un des meilleurs calligraphes de son époque, avec Su Shi (Su Dongpo), Huang Tingjian et Mi Fu. Dans un chapitre, les héros du mont Liang recrutent le fonctionnaire Xiao Rang, qui est réputé pour sa capacité à imiter l'écriture de fameux calligraphes, pour créer une lettre écrite de la main de Cai et autorisant la libération de Song Jiang.